# Christopher Aikman
| Entdeckte Asteroiden: 4 | Entdeckte Asteroiden: 4 |
| ----------------------- | ----------------------- |
| (7840) Hendrika         | 5. Oktober 1994         |
| (10870) Gwendolen       | 25. September 1996      |
| (24899) Dominiona       | 14. Januar 1997         |
| (246913) 1998 SU63      | 23. September 1998      |

Christopher Aikman (* 11. November 1943 in Ottawa) ist ein kanadischer Astrophysiker und Astronom.
Er verbrachte den Großteil seines Berufslebens (von 1968 bis 1997) am Dominion Astrophysical Observatory (DAO) in Saanich in British Columbia.
Seine anfänglichen Forschungen befassten sich mit der spektroskopischen Untersuchung chemisch auffälliger Sonnen, deren Oberflächenzusammensetzung merklich von der unserer Sonne abweicht. Ab dem Jahr 1991 bis zur Einstellung 1997 leitete er ein Programm zur Verfolgung von Asteroiden, die sich auf Erdkurs befanden. Dazu benutzte er das von John Stanley Plaskett konstruierte 72″-Teleskop.
Er vertrat Kanada bei der Spaceguard-Stiftung, einer Gruppierung, die sich mit der Bedrohung der Erde durch Asteroideneinschläge befasst. Als Nebenprodukt dieser Forschungen konnte er die Entdeckung von vier Asteroiden verzeichnen.
Am 19. Mai 2025 wurde ein Asteroid nach ihm benannt: (661786) Aikman.